# Rhodes University
Rhodes University er et offentligt universitet beliggende i Makhanda (tidligere Grahamstown) i Eastern Cape-provinsen i Sydafrika. Det er et af fire universiteter i provinsen. Rhodes University blev etableret i 1904 og er provinsens ældste universitet, og det er det sjette ældste nuværende sydafrikanske universitet efter University of the Free State (1904), University of Witwatersrand (1896), University of South Africa (1873 som University of Cape of Good Hope), Stellenbosch University (1866) og University of Cape Town (1829). Rhodes University blev grundlagt i 1904 som Rhodes University College, opkaldt efter Cecil Rhodes, gennem en bevilling fra Rhodes-fonden. Det blev et afdeling af University of South Africa i 1918, før det blev et uafhængigt universitet i 1951.
Universitetet havde over 8.000 studerende i studieåret 2015, hvoraf lidt over 3.600 boede i 51 beboelsesbygninger på campus, mens resten (kendt som Oppidans) boede på kollegier uden for campus eller i deres eget hjem i byen.